# 奇塔代拉
奇塔代拉（義大利語：Cittadella），是意大利北部帕多瓦省的市镇。始建于13世纪，当时作为帕多瓦的军事要塞。该市有比较完整的中世纪城墙，而在欧洲闻名。
45°38′55″N 11°47′01″E / 45.6486°N 11.7836°E